# TEM12型柴油机车
TEM12型柴油机车（俄语：ТЭМ12）是苏联铁路的调车柴油机车车型之一，由柳季诺沃内燃机车制造厂设计制造，于1978年研制成功，仅试制了一台并未投入批量生产。该型机车是根据苏联黑色冶金工业部的要求、为冶金工厂企业而研制的电力传动调车柴油机车，具有与TGM6A型液力传动柴油机车近似的牵引性能。

## 技术特点
机车采用底架承载结构罩式车体，车体各项载荷全部由底架承担，底架和车体重量通过旁承由两台二轴转向架支承，牵引力和制动力通过心盘传递。车体采用外走廊式罩式结构，司机室位于车体中部，为司机提供良好的嘹望视野。机车走行部为两台二轴转向架，轴箱采用无导框式拉杆定位结构。
机车装用一台2-18-ДГ型柴油发电机组，包括了一台ЗА-6Д49型柴油机及一台ГП-319Б型牵引发电机。ЗА-6Д49型柴油机（苏联国家标准GOST型号为8ЧН 26/26）是Д49型柴油机的系列产品之一，为八气缸、四冲程、二级增压带中间冷却的V型中速柴油机，气缸直径为260毫米，活塞行程为260毫米，额定转速为每分钟1000转，装车功率为1200马力，单位燃料消耗量为155克/有效马力·小时。
机车传动装置采用直—直流电传动，柴油机通过联轴器直接驱动一台ГП-319Б型直流牵引发电机，再供给两台并联的ЭД-121直流牵引电动机。牵引发电机额定功率为780千瓦，额定转速为每分钟1000转，采用独立励磁及自然通风冷却。ВГТ-275/120型辅助直流发电机和В-600型励磁机安装在同一单元内，即А-706Б型双机组，用来提供牵引发电机励磁电流、蓄电池充电、控制电源和照明电源。此外，机车并设有一台ВС-652型交流辅助发电机。
TEM12型柴油机车的最大特点，是采用了组合驱动式轮对。每台机车只有两台牵引电动机，分别驱动两台转向架上的轮对。ЭД-121直流牵引电动机的基本结构与TEP70型机车所使用的ЭД-119型牵引电动机、TEM7型机车所使用的ЭД-120А型牵引电机保持相同。牵引电动机是安装在机车的底架上，两台牵引电动机经过总齿轮变速箱、万向轴及车轴齿轮箱把转矩传递到轮对。TEM12型柴油机车具有调车和干线小运转两种牵引模式，可根据使用需要通过总齿轮变速箱换档调节。在调车模式时最高速度为40公里/小时，持续速度为10公里/小时，持续牵引力为235千牛；而在小运转模式时最高速度为80公里/小时，持续速度为20公里/小时，持续牵引力为117千牛。

## 参看
- TEM5型柴油机车
- TEM6型柴油机车
- TGM6型柴油机车